# Квітневе (Дубенський район)
Квітне́ве (колишня назва Конюшки) —  село в Україні у Варковицькій сільській громаді Дубенського району Рівненської області. Населення становить 585 осіб.

## Історія
Село Квітневе. Рідний край. Воно неначе чарівний дзвін, звучить для кожного із нас. Кожен знає, що рідний край починається від батьківського порога, стежини, тополі стрункої біля хати, з барвінку, який ніжно стелиться в садочку. А ще він починається з прадавніх коренів нашого народу.
Там, де стрімка Соча впадає до Швидківки, притоки Усті, на просторій низовині, змереженій невеличкими горбами, розкинулось старовинне село Квітневе. З півночі оточують село ліси, а зі сходу чудові ставки.
Село розташоване поблизу залізниці Львів – Здолбунів. Попередня назва села Конюшки, яка проіснувала до  1967 року і була безпідставно перейменована на Квітневе.
І так, найдавніша назва села звучала Конюхи. Вона належить до типу множинних, як Нагоряни, Савчуки, Холопи, де приховані наймення осіб. Так, видно, розвинулися і Конюхи, де скрите прізвище (прізвисько) Конюх, засвідчене актами з XV століття. Таке прізвище могло символізувати рід колишньої професії: феодально залежний селянин, що стеріг королівські кінні стада. Могло бути інакше: назва пішла від того, що тут проживали дворові конюхи. Саме на такі роздуми спонукають народні етимології, за якими Конюхи засновані після татарського лихоліття "москалями", які ніби тут спорудили й утримували конюшні ульбарівського магната.
Але загадкою залишається, чому Конюхи перейменували на Конюшки. Може, тому, що село перейшло до розряду дуже малих, чи через певну асоціацію з діючим й вагомим тоді прізвищем Конюшко, яке сприймається як зменшене від Конюх із значенням "син Конюха". Воно теж, як і Конюшенко, відбите в записах минулих століть. Можливо, що колись Конюшки були головною дільницею Конюхів, присілком.
Я. О. Пура у своїй книзі «Край наш у назвах» писав:
«У Конюшках знають належні їм хутори. Один, що віддалений за 5 кілометрів від села, іменують Випханка. Назва виражає насмішку. Мовляв, "випхали", тобто засели людей далеко від центру. Другий хутір Мсейсеїв заснував єврей Мойсей, який мав тут крамничку. Центр Конюшок називають Село, а його окраїну - Куток. Є тут дільниці: Заколодязь, Загребля, Коловорсток (в'їзд біля колишніх воріт).
Річечка Соча, яка витікає з околиць Княгинена, тепер має вигляд струмка, а колись була значно більшою і навіть відливала ставки, мала понад 6 кілометрів довжини й приховує в назві слово сочитися "витікати, текти тонким струменем, просочуватися крізь перешкоди". Є тут озерця, серед яких Цурківське, бо знаходиться в бік села Цуркова.
Пам’ятають, використовували у Конюшках ще немало дрібних іменованих об"ектів: горби, могильники - Курган, Козакова (на маєтності чеха Козака),  Кам’яна (довгаста й бере початок із села Копани), Волоки, Очеретник, Березник, Дубовик, Липник; долини - Кунайська (колишня маєтність Куная); поля - Заберезове, Попівське, Сіножатне, Передпіддовжикове, Стінське (в урочищі Стінки), Конющина, Гірські, Озерянщина, Панський лан, Зарічнянщина, Рапатівщина, Колгоспний лан, Усадьбівщина, За бригадою, Коліївщина (неподалік колії "залізниці"); сінокоси, пасовиська - Річкова, За селом, Коло мосту, Глинщина (під селом Глинськ), Під Лінією, За Лінією, Біля дороги, Під горою, Біля річки; кар'єри - Глиняний, Кам’яний.»
Історія села сягає сивої давнини. Перші згадки про поселення Конюшки виринають з документів у 1444 року, де згадується прізвище власника села Конюського. Можливо, і тому село було назване Конюшки. В акті від 1458 року повідомляється, що пан Олехно Юркевич Чуска продає панові Дробишу Мжуровичу села Конюхи і Рапатів. Читаємо: "Я пан Олехно Юрьевичь Жюсич продал всмь дедину и отьчину свою пану Дробышю Мжюровичю село на имя Конюхи из Рапатовим и во въсемь ис тем штожь к тому тягло из века и века я теперь".
Ще село згадується в акті від 1464 року, у якому повідомляється, що острозький міщанин Дробиш Мжурович продає маєтки  - Конюхи, Озеряни і Рапатів за 100 кіп грошей (на 1889 рік це дорівнювало 300 карбованців) князю Івану Васильовичу Острозькому. Читаємо: "Я пан Добрыша (Дробышь) Мжюрович Местич Острозкій купил всеми  у пана Олехна Чуско (Чуски), именье его правую отчину /я дедину/ на имя Конюхи а Озеряны".
Полиставши сторінки історії, випливає акт 1564 року, який містить скаргу на Григорія Олександровича Хоткевича на конюхівських бояр княгині Беати Острозької, які чинили розбої і грабежі. Скарга сповіщає що "в Конюхах" стався напад на загін москвитян. Збереглося чимало документів XVI ст..,  у яких село іменується Конюхи. Вже на початку XVIII ст. починає іменуватися Конюшки. У дарчій грамоті 1753 року Конюшки отримує князь Станіслав Любомирський.
Переважна частина населення села займалася землеробством. Сіяли жито, пшеницю, овес, ячмінь, горох, а також вирощували льон. Величезні масиви, що були під вигонами в той час, давали змогу займатися скотарством. Розводили в Конюшках велику рогату худобу, дехто (особливо заможні люди) мав коня, а також були в господарстві вівці, кози і свійська птиця.
Чинне місце займали в житті жителів села різні види ремесел. Зокрема, ткацтво, що давало змогу кожній родині мати просте полотно, рушники, рядна, скатертини. 
Серед майстрів-умільців була поширена швацька справа, ремесло чоботарів, теслярів, ковалів, пічників.
Історія села Квітневе, як і інших сіл, тісно пов’язана з духовним життям жителів села, тобто з історією розвитку церкви. Адже церква в селі, то було єдине місце, де люди духовно очищалися, набиралися сил.
У 1789 році прихожани побудували в селі Конюшки церкву Святого Великомученика Дмитрія.
… Дерев’яна, з такою ж дзвіницею, міцна (згадувалося у архівах, коли церкві було 100 років). Побудована церква на пожертви людей на місці колишнього кладовища. Церква була приписана до Ульбарівської церкви, бо вона була багатшою. В той час населення в Ульбарові становили чехи, які були дуже заможними. Наша ж  церква начинням і ризницею була дуже бідна. Копії метричних книг зберігаються з 1801 року. Опис церковного майна складено у 1885 році, за ним церква мала 20 десятин церковної землі, садибу священика з городом – 2 десятини. На цю землю є документ, складений у 1789 році і поданий поміщику Турно. Документ зберігається в архіві Волинської духовної консисторії. Копія його зберігається при церкві.
У 1817 році село належить Мартинові та Йосифу Молодецьким. Пізніше село було конфісковано в казну (після 1863 року). За цими даними в селі нараховувалося 43 двори і 328 прихожан. Церква була приписана доценту приходу Ульбарів (11/2 верстви). При будівництві Львівської залізниці частину церковної землі було забрано під залізницю.
На подвір’ї біля церкви, стоять кам’яні хрести, це могили козаків. На жаль не достатньо відомостей про життя козаків на території села, проте як пам'ять про них є два пагорби, які й до сьогодні люди називають  Козакові гори.
Під час окупації угорські війська стояли навпроти церкви, де був великий садок. Для кращого огляду місцевості військові вирізали всі дерева. Військові дії залишили сліди на будівлі церкви, а також було пошкоджено ікону Божої Матері.
Зі спогадів Сизюк Ніни Василівни стало відомо, що:
… Священиків у нашій церкві було декілька: Московець Гордій –прийшов в 1942 році і служив понад 15 років; Лівіцкий ? – був дуже добрий і чуйний (якщо сім’я була бідна, то ховав покійників безкоштовно, навіть давав одяг); Присяжний ?... 
За часів радянської влади, в 1963 році був закритий храм, лише під час перебудови (наприкінці 80-х) він став діючим. Перейшов під юрисдикцію Української Православної Церкви Київського Патріархату. Після відновлення богослужіння священиком призначили отця Василя із села Кунин, Здолбунівського району, дружина отця була регентом, а старостою став Олександр Іванович Сизюк.  З 1993 року священиком при церкві великомученика Димитрія є отець Олексій.
Церква і школа у ті часи були невід’ємними. В 1926 році у с. Конюшки приїхав молодий енергійний вчитель Жук Олександр Олександрович, на той момент йому виповнилося 24 роки. Прибув він з матір’ю і сестрою. Згодом він і заснував школу, церковний і народний хор, духовний оркестр.
Школа будувалася на кошти громади, цеглу для будівництва возили з Рівного дерев’яними підводами. Відкрили школу в 1929 році, було у ній чотири класи: 1, 2, 3, 4. В першому класі навчалися один рік, у другому – теж, у третьому – два роки, а в четвертому – три. Навчалися всього сім років. Навчання велося українською та польською мовами. Вивчалася математика, письмо, музика та хор. В неділю всі діти йшли до церкви, вчитель спостерігав за дітьми, за їхньою поведінкою. Перший і другий класи навчалися у першу зміну, тобто до обіду, а третій і четвертий – в другу, після обіду.
Працював учителем Жук О. О., він сам навчав усіх дітей. Крім навчання Олександр Олександрович керував церковним хором та духовим оркестром. Організував  хор, якому було присвоєно звання Народного. Учасники хору були досить талановитими людьми. Їздив хор виступати в с. Молодаво, с. Жорнів, с. Мирогощу, с. Варковичі, м. Дубно, м. Рівне. У 1937 році Народний хор посів перше місце у м. Кракові (Польща). Програма виступу складалася з восьми українських пісень, які на прохання глядачів виконували по два рази. Першою виконаною піснею, була пісня «Реве та стогне Дніпр широкий» на слова Т. Г. Шевченка.
На сьогодні серед учасників хору залишилися: Сизюк Ніна Василівна, Кравець Ганна Антонівна, Лазарчук Євгенія, яка в 1938 році виїхала в Канаду на постійне місце проживання. Довгий час листувалася з місцевими жителями, але після війни зв'язок втратився, хоча від родичів достеменно відомо, що вона жива.
Пізніше у школі навчала дітей Біла Ольга Іванівна та Могилюк Антоніна Яківна.
На початку XX століття у селі було два  магазини: єврейська «лавка» та «лавка», яку тримав Прокоп’юк Олександр. Також в Конюшках жив чех Колаж, який мав свою кузню. У нього сільські жителі: Махней Ковальчук та Лазарчук Микола Вікторович  навчалися ковальської справи.
7 (20) листопада 1917 року, відповідно до Третього Універсалу Української Центральної Ради, увійшло до складу Української Народної Республіки.
Біля старого ставка був водяний млин. Сільська рада та бібліотека знаходилася у хаті Василя Коцюбинського.
На території села було багато конюшень.
Дорога на село Ульбарів проходила  через село, а нову дорогу побудували в 60-х роках.
Не обминула нашого села й війна, багато горя і страждань зазнали люди. 	
Скільки б часу не минуло після закінчення Німецько-радянської війни, не зітреться вона з пам’яті народної. Пам'ять про співвітчизників, які віддали життя за свободу і незалежність Батьківщини, з давніх-давен вважається святою в народі. Це пам'ять про людей, перед долею і мужністю яких з глибокою скорботою і вдячністю схиляють голови нащадки.
Найбільш трагічними були воєнні 1942-1945 рр. та післявоєнні роки.
Борисюк Ганна Володимирівна згадує: «Пам’ятаю, як у 1946 р. «брянські совєти» на поїздах приїжджали до нас в село. Вони вимагали від жителів продукти, на день могло прийти до 10 чоловік. Люди віддавали все, бо дуже їх боялися. 1947 рік – важке життя для людей. Пригадую, що за селом на городі була викопана велика яма – туди ховали збіжжя, хто мішок, хто два, хто скільки міг. Але хтось видав мирних жителів, приїхали, всюди шукали, все знайшли, подіставали. На той час мені було 21 рік, я працювала продавцем і мене заставили, щоб я переважила збіжжя і його забрали. 
В 50-х роках землю забирали в колгосп. Хто не йшов в колгосп, то накладали податок. Аби сплатити його, люди продавали все, а коли іншого виходу не було йшли в колгосп на роботу ».
Сизюк Ніна Василівна згадує: «Коли наступали на село німці жителі Конюшок забирали коней і переховувалися в  лісах. Декого німці вивезли в Німеччину. Коли німці відступали то підірвали два залізничних мости, «каланчу» (так місцеві жителі називали будівлю з гострим верхом та червоною черепицею, у якій знаходилася каса) та одну залізничну колію. Відновили колію тільки в 50-х роках.
Після війни село було обкладене податками. За рік від однієї сім’ї потрібно було здати державі:
- 250 літрів молока;
- 250 яєць;
- 30 кілограмів м’яса;
- грошей-позичок. .»

В 60-х роках головою колгоспу був Сухолейстер, який посприяв будівництву нового медпункту та магазину.
Згадуючи історію села не можна не згадати про побудову та відкриття нової школи, історія створення якої відноситься до недавніх часів. Перше вересня 1980 року стало першим днем навчання у новій школі. А перед тим було багато кропіткої праці. А було це так.
Зима  … Лютий. Надворі завиває вітер. У кабінеті голови колгоспу Кмеча М.В. зібрались три людини: Кмеч М.В. та директори шкіл с. Озеряни Капітула П.А. та с. Копани Глівчук М.С. Завершувалось обговорення питання злиття двох шкіл в одну та початок її будівництва в с. Квітневе. А через два тижні на околиці с. Квітневе з’явився звичайний будівельний вагончик. І закипіла робота. Працювали багато, бо поставили за мету перше вересня зустріти в новій школі. Особливо напруженими були останні дні серпня, адже перше вересня хотіли зустріти в новій школі. Першим директором став Капітула П.А.

12 червня 2020 року, відповідно до розпорядження Кабінету Міністрів України № 722-р від «Про визначення адміністративних центрів та затвердження територій територіальних громад Рівненської області», увійшло до складу Варковицької сільської громади.
19 липня 2020 року, в результаті адміністративно-територіальної реформи та ліквідації  Дубенського (1939—2020) району, село увійшло до складу новоутвореного Дубенського району.

## Відомі люди
- Олексіюк Сергій Сергійович — депутат Верховної Ради. Батько його, Сергій Степанович Олексіюк — виходець із села Квітневе (тоді Конюшки), який мав прекрасний голос, співав у хорі, їздив виступати в м. Краків (Польща).
- Тхор Василь Іванович — український історик, краєзнавець, кандидат історичних наук (1977), доцент (1982).
- Прокопюк Харитон Титович — учасник Другої світової війни. Народився 11 грудня 1906 року в селі Конюшки, Дубенського району. Закінчив 1 клас початкової школи в 1916 році. З вересня 1944 по 9 травня 1945 року брав участь у Великій Вітчизняній війні в складі першого артилерійського полку — їздовим та 59 кавалерійського полку — кавалеристом. Був нагороджений 9 травня 1945 року медаллю «За перемогу над Німеччиною» та в серпні 1995 року медаллю «За бойові заслуги» № 329753. Помер Харитон Титович у 1980 році.
- Мельничук Віктор Григорович — доктор геологічних наук, професор, завідувач кафедри інженерної геології та гідрогеології Національного університету водного господарства та природокористування (Рівне).